# Monitorización en ensayos clínicos
El monitoreo en ensayos clínicos es la supervisión que controla la salud de un participante durante un ensayo clínico. El gobierno y las agencias que financian los ensayos clínicos requieren datos y un comité de seguridad para supervisar los ensayos clínicos.

## Funciones del supervisor clínico
Los supervisores pueden denominarse con muchos títulos diferentes. Algunos de los más comunes son técnico en supervisión clínica, supervisor de investigación clínica, supervisor del sitio de pruebas y especialista de calidad.
Casi todo control de campo requiere que un supervisor clínico haga visitas regulares al centro durante el periodo del estudio. Con muy poca frecuencia, un estudio de bajo riesgo, extremadamente sencillo, puede controlarse casi exclusivamente por teléfono excepto por las visitas del principio y del final. Dado que el concepto de "riesgo bajo" es subjetivo, esta definición debería ser establecida bajo las políticas y procedimientos internos.
El supervisor clínico (SC) debe determinar cómo integrar los teléfonos, correo electrónico, fax y comunicaciones de correo electrónico a una estrategia de control. Esto diferirá entre los programas y los centros de ensayo dependiendo de la tecnología disponible, los patrocinadores, el procedimiento estándar del centro de ensayo (CE) y las preferencias personales. En el monitoreo, como en cualquier negocio, muchos problemas pueden remitirse a una falta de comunicación, comunicación inapropiada y/o comunicación poco clara. Una buena estrategia de comunicación tendría que tener una prioridad alta en un plan de control.

## Intensidad de monitoreo
La intensidad del monitoreo variará entre los diferentes estudios y centros. ¿El SC debería o tiene que estar presente cuando el sitio de pruebas busca sujetos de estudio? ¿Tendrá el SC alguna interacción con los sujetos de estudio? En los estudios en el inicio de la fase I, puede requerirse la presencia del SC durante todo o parte del tratamiento de un sujeto. Por ende, el SC tiene que determinar cuánto tiempo tienen que estar allí y realizar los arreglos apropiados.
A veces un SC es el único supervisor de un centro de ensayos, mientras que otras veces, el SC puede ser co-supervisor con otros SCs. Establecer quién supervisará requiere consideración del patrocinador del CE, la complejidad del protocolo y la enfermedad que se estudia, la experiencia del investigador y el personal, y la formación y experiencia del SC.
El plan de control del técnico en supervisión clínica debe ser consistente, pero la estrategia para cada centro de prueba individual puede cambiar considerablemente durante el curso del estudio dependiendo de las condiciones del estudio y del rendimiento del centro de ensayo.

## Frecuencia de las visitas de control
Otra determinación clave en un plan de control es la frecuencia con la que el SC visitará cada centro. Existe un número de factores que deben considerarse al momento de tomar esta decisión:
- Complejidad del protocolo
- Enfermedad que se evalúa
- Experiencia del investigador y del personal
- Número de sujetos del estudio inscriptos en el centro de ensayo
- Índice de inscripciones
- Rendimiento del centro de ensayo
- Control del patrocinador de los CE
- Experiencia y efectividad del SC

El protocolo dicta la forma de proceder en el estudio al establecer los procedimientos que los sujetos deben experimentar y un programa de evaluación. Cuantas más actividades son requeridas durante una visita, más supervisión será requerida. La enfermedad que es estudiada también es un factor. Por ejemplo, si el SC está controlando un estudio de una enfermedad contagiosa, el curso de la terapia probablemente será completado para cada sujeto de estudio en aproximadamente diez días. Esto requiere una frecuencia diferente de visitas que un estudio para bajar el colesterol que tiene un período de tratamiento de uno o dos años.
Todos los sitios de prueba tendrían que ser visitados pronto una vez que los primeros sujetos sean inscriptos para asegurarse de que el sitio de pruebas comprende y sigue correctamente los procedimientos del protocolo.
El índice de inscripciones también afectará la frecuencia de las visitas de control. En general, cuantos más sujetos de estudio tenga un sitio de pruebas, más visitas tendrá que hacer el SC. Cuanto más rápido un sitio abre las inscripciones y más data se genere, se necesitarán visitas más frecuentes en el sitio de pruebas.
El SC debería visitar un sitio de pruebas regularmente incluso aunque las inscripciones sean lentas o inexistentes. Las inscripciones de sujetos lentas pueden incluir una carencia de entusiasmo por parte del personal del sitio con respecto al estudio. En ese caso, un poco de incentivación puede ayudar, lo cual probablemente implicará visitas. El personal del sitio muchas veces ve las visitas frecuentes del SC como una indicación de la importancia de su estudio para el patrocinador. No solo eso, ver al SC caminar a través de la puerta le recuerda al sitio de pruebas su compromiso de inscribir sujetos de estudio y completar el estudio puntualmente. Puede ser incentivación o culpa, pero generalmente funciona. A veces unas cuantas visitas extras es todo lo necesario para conseguir que un estudio recupere el rumbo o para restablecer prioridades en el sitio.
La frecuencia y duración de las visitas de control también variarán de sitio en sitio dependiendo de la experiencia del investigador y del personal. En algunos casos, el patrocinador del PE dicta la frecuencia de las visitas de control. Si es así, el PE normalmente establece un programa mínimo. Por ejemplo, "todos los sitios deben ser visitados cada seis semanas o menos". En este caso, el SC debe ajustar el programa de las visitas para asegurar la conformidad con el PE.
La frecuencia de las visitas de control pueden cambiar mientras el estudio progresa. Algunos sitios harán un mejor trabajo cumpliendo con GCPs que otros y pueden necesitar menos frecuencia de controles. La inscripción de sujetos puede completarse o estabilizarse después de un periodo de tiempo, permitiendo pasar más tiempo entre cada visita.Las visitas a los sujetos pueden extenderse fuera del curso del estudio de plazo largo y requerir menos revisión. Inicialmente, las visitas semanales pueden ser requeridas, seguidas por mensuales, y quizás incluso trimestrales mientras el estudio progresa. En resumen, un SC tiene que visitar cada sitio lo suficiente para permanecer al tanto de las actividades que son requeridas para un buen control.
Otro factor que afecta la frecuencia de las visitas del SC es la cantidad y la ubicación de los sitios que el SC debe controlar. Siempre existe la posibilidad de que al SC le sea físicamente imposible visitar cada sitio la cantidad de veces que les gustaría o debería debido al tiempo que tardan en viajar y la cantidad y ubicación de los sitios. El SC deberá integrar los requerimientos de los viajes con la experiencia y la complejidad del estudio. 
El SC tendría que planificar un mínimo de cuatro horas para cada sitio que visita. Con la complejidad de protocolos, requerimientos reglamentarios y una buena práctica de control,  necesitarán pasar un día o más en la mayoría de los sitios.Una planificación creativa del itinerario de viaje es imprescindible. Resulta útil utilizar el "método de bucle" para los viajes, donde los sitios más cercanos está enlazados en el itinerario para un solo viaje.

## Controlando actividad
El SC tendría que tener un plan general para lo que será controlado en cada visita. La mayoría de los patrocinadores tienen una visita de sitio o informe de control que el SC completa durante y después de la visita. Este informe es un documento estándar que un SC utilizará para toda visita de campo. Sirve tanto como una lista de control para el SC y como documentación de la visita. Aun así, el SC no debe ver esto como la única lista de actividades que se debe realizar.
Para ser exitoso como SC, es importante desarrollar un sentido para saber qué debería ser controlado en cada sitio y cuánta atención tendría que ser dada a cada actividad. Resulta útil para saber en dónde los problemas son más probables de surgir durante el proceder de un estudio. Una buena indicación de potenciales problemas es la lista de actividades que recibió las mayores deficiencias durante las auditorías de la Administración de Alimentos y Medicamentos. Esta lista es publicada anualmente por el Centro de Evaluación e Investigación de Fármacos (CDER) y ha quedado esencialmente sin cambios por una década. El top cinco de categorías de deficiencia en inspecciones de sitio reportados en el 2001 son los siguientes:
- Fracaso en seguir el protocolo.
- Fracaso en mantener registros adecuados y cuidadosos.
- Problemas con formulario de consentimiento informado.
- Fracaso en informar acontecimientos adversos.
- Fracaso en dar a conocer la disposición de las drogas del estudio.

Estas áreas, además de las cosas que el patrocinador quiere enfatizar, tendría que recibir atención concreta durante las visitas de control. Las expectativas del patrocinador para los estudios son importantes. Los SC independientes y aquellos empleados por las organizaciones de investigación necesitan pasar tiempo con los representantes de los patrocinadores para entender claramente esas expectativas.